# 张奇伟
张奇伟，中华人民共和国教育部长江学者讲座教授，清华大学信息学院与医学院教授，主要从事计算生物学与生物信息学、合成生物与系统生物学等方面的研究工作。

## 生平
张奇伟毕业于中国科学技术大学近代力学系，后曾在美国冷泉港实验室工作，现任清华大学信息学院与医学院双聘教授。